# Paulx
Paulx è un comune francese di 1 927 abitanti situato nel dipartimento della Loira Atlantica, nella regione dei Paesi della Loira.

## Società

### Evoluzione demografica
Abitanti censiti